# Альхассан, Сьюзан
Сусанна Аль-Хассан или Сьюзан Альхассан (27 ноября 1927 - 17 января 1997) была писателем и политиком из Ганы, в 1961 году стала первой женщиной в Гане, получившей министерскую должность . Была первой женщиной в Африке, занявшей министерский пост, стала членом парламента от тогдашнего парламентского округа Северного региона в период с 1960 по 1966 год. Также является автором ряда детских книг.

## Биография
Аль-Хасан родилась в Тамале и получила образование в школе Ахимота. С 1955 по 1960 год она была директором средней школы для девочек Болгатанга. Мать бывшей телеведущей GTV News Сельмы Рамату Аль-Хассан, и Виктора Аль-Хассана из Sky Petroleum.

## Карьера
Благодаря закону о представительстве 1960 года, в июне Аль-Хасан была избрана большинством в качестве депутата, представляющего Северный регион.  Она занимала различные министерские должности, при этом занимая ряд постов непродолжительное время, одновременно с этим её полномочия на других постах расширялись. С 1961 по 1963 год она была заместителем министра образования в  правительстве Нкрумы. С 1963 по 1966 год и снова в 1967 году она была министром социальной политики. В 1965 году Нкрума назначил ее министром социального обеспечения и общественного развития .
В процессе борьбы с проституцией в северной Гане в 1960-х годах, правительство Народной Партии Конвента участвовало в массовых просветительских кампаниях, которые подчеркивали связь проституции с «социальным злом», «врагом» и призывали к «крестовому походу», агитируя среди пожилого и неграмотного населения. Аль-Хасан утверждала, что главная проблема  заключается в «стремительном росте разврата и непристойности среди нашего молодого поколения, особенно школьниц и молодых работающих девушек», которые уезжали в Тамале в поисках работы или образования .
Аль-Хасан умерла 17 января 1997 года. В 2007 году она была увековечена на почтовой марке в честь 50-летия независимости.

## Творчество
Исса и Амина, 1963 год.
Асана и волшебный калебас, Лонгман, 1963 г. Переиздано, 1998 г.
Две истории, 1966 год
Река, ставшая озером: строительство дамбы на реке Вольта, 1979 г.
Река, ставшая озером: история проекта реки Вольта, 1979
Голоса мудрости, 1994
«Роль женщин в политике в Гане», Feminist Perspectives, Оттава: Международный центр MATCH, 1994, 9–18.